# Preserved Roses
Singles de T.M.Revolution, Nana Mizuki
Kakumei Dualism
(2013)
Preserved Roses est le 1er single split du duo Nana Mizuki & T.M.Revolution, sorti le 15 mai 2013 sous le label King Records. Il arrive 2e à l'Oricon. Il se vend à 115 074 exemplaires la première semaine et reste classé 27 semaines pour un total de 174 746 exemplaires vendus.
Preserved Roses a été utilisé comme thème d'ouverture de l'anime  Kakumei Valvrave.

## Liste des titres
| 1. | Preserved Roses                          |  |
| 2. | Preserved Roses (version T.M.Revolution) |  |
| 3. | Preserved Roses (version Nana Mizuki)    |  |

| 1. | Preserved Roses                                                      |  |
| 2. | Preserved Roses -Anime Version- (Preserved Roses -アニメバージョン-) |  |

| 1. | Preserved Roses (Trailer)                                                |  |
| 2. | Preserved Roses (Off Shot)                                               |  |
| 3. | Preserved Roses (15 s)                                                   |  |
| 4. | Preserved Roses (30 s)                                                   |  |
| 5. | TV Anime "Kakumei Valvrave" (Opening) (TVアニメ「革命機ヴァルヴレイヴ」) |  |
| 6. | TV Anime "Kakumei Valvrave" (TV Spot) (TVアニメ「革命機ヴァルヴレイヴ」) |  |